# Surf Break from Sea Breeze
『Surf Break from Sea Breeze 〜KAMASAMI KONG D.J. Special』（サーフ・ブレイク・フロム・シー・ブリーズ）は、1982年に発売された角松敏生のコンピレーション・アルバム。

## 解説
ファースト・アルバム『SEA BREEZE』収録曲の間にカマサミ・コングのDJが入る構成となっている。このアルバムはカセットテープでのみ発売され、公式サイトやレコード会社のサイトのディスコグラフィーには未記載。
見本盤（非売品）としてLP盤も存在する。オークション等でカセットテープ、LP盤（見本盤）が出品されることがある。CD化は一度もされていない。
1986年、AIRレーベルのカタログとしてカセットテープのみ再発された。同じAIRレーベルで1980年に発売された山下達郎の『COME ALONG』と同様の企画内容であり、当時在籍していたトライアングル・プロダクションからは初の発売となった。この流れを汲んで同プロダクションより発売されたのが、1984年に発売された杉山清貴&オメガトライブの『カマサミ・コング DJスペシャル』となる。

## 収録曲
- 全作詞・作曲：角松敏生

### SIDE A
1. Dancing Shower
志熊研三 編曲
2. Elena
清水信之 編曲
3. Summer Babe
志熊研三 編曲
4. Surf Break
後藤次利 編曲

### SIDE B
1. YOKOHAMA Twilight Time
志熊研三 編曲
2. City Nights
松原正樹 編曲
3. Still, I'm In Love With You
後藤次利 編曲
4. Wave
志熊研三 編曲

## ミュージシャン
- 角松敏生 ： Vocal
- 村上秀一 ： Drums
- 林立夫 ： Drums
- 上原裕 ： Drums
- 後藤次利 ： Bass
- 富倉安生 ： Bass
- MIKE DAN ： Bass
- 田中章弘 ： Bass
- 清水信之 ： Keyboards & Synthesizer
- 渋井ヒロシ ： Keyboards
- 富樫春生 ： Keyboards
- 佐藤準 ： Synthesizer
- 井上鑑 ： Synthesizer
- 鈴木茂 ： E.Guitar
- 松原正樹 ： E.Guitar
- 今剛 ： E.Guitar
- 青山徹 ： A.Guitar
- 吉川忠英 ： A.Guitar
- 原茂 ： A.Guitar
- 斎藤ノブ ： Percussion
- ペッカー： Percussion
- 菅原裕紀 ： Percussion
- アライタダオミ ： Synthesizer Programming
- 浦田恵司 ： Synthesizer Programming
- Jake.H.Conception ： Saxophone
- 片山コウジ ： Saxophone
- 新井英治グループ ： Trombone
- 向井滋春グループ ： Trombone
- 武田和三グループ ： Trumpet
- 中沢健二グループ ： Trumpet
- Tomato Strings ： Strings
- 加藤ジョー・ストリングス ： Strings
- Buzz ： Chorus
- EPO ： Chorus
- 松下誠 ： Chorus
- 山田秀俊 ： Chorus
- 梅垣達志 ： Chorus
- 緒方ミチコ ： Chorus